# Neferthenut
Neferthenut là một vương hậu sống vào thời kỳ Vương triều thứ 12 trong lịch sử Ai Cập cổ đại. Bà mang danh hiệu "Vợ của Vua, người của giới thượng lưu", "Người trông thấy Horus và Seth", dựa vào những dòng chữ trên quách của bà.

## Chôn cất
Neferthenut đã được chôn cất trong một kim tự tháp nhỏ nằm trong phức hợp kim tự tháp Senusret III, vì lẽ đó mà bà được cho là một người vợ của pharaon Senusret III. D. Arnold, người đã tái khai quật khu phức hợp chôn cất này, để ý rằng, những dòng chữ khắc trên quách của Neferthenut có chất lượng khá kém so với những cỗ quách của các hậu phi khác trong phức hợp.
Kim tự tháp của Neferthenut đã bị hủy hoại nặng nề, chỉ còn sót lại những viên gạch bùn đã từng được phủ đá vôi. Ở phía đông còn dấu tích của một nhà nguyện nhỏ, tuy nhiên không thể phục dựng lại cấu trúc này. Mộ của bà đã bị đột nhập, chỉ có hai đầu chùy được Jacques de Morgan, người đầu tiên khai quật khu phức hợp, phát hiện vào năm 1894.